# SpaceX CRS-8

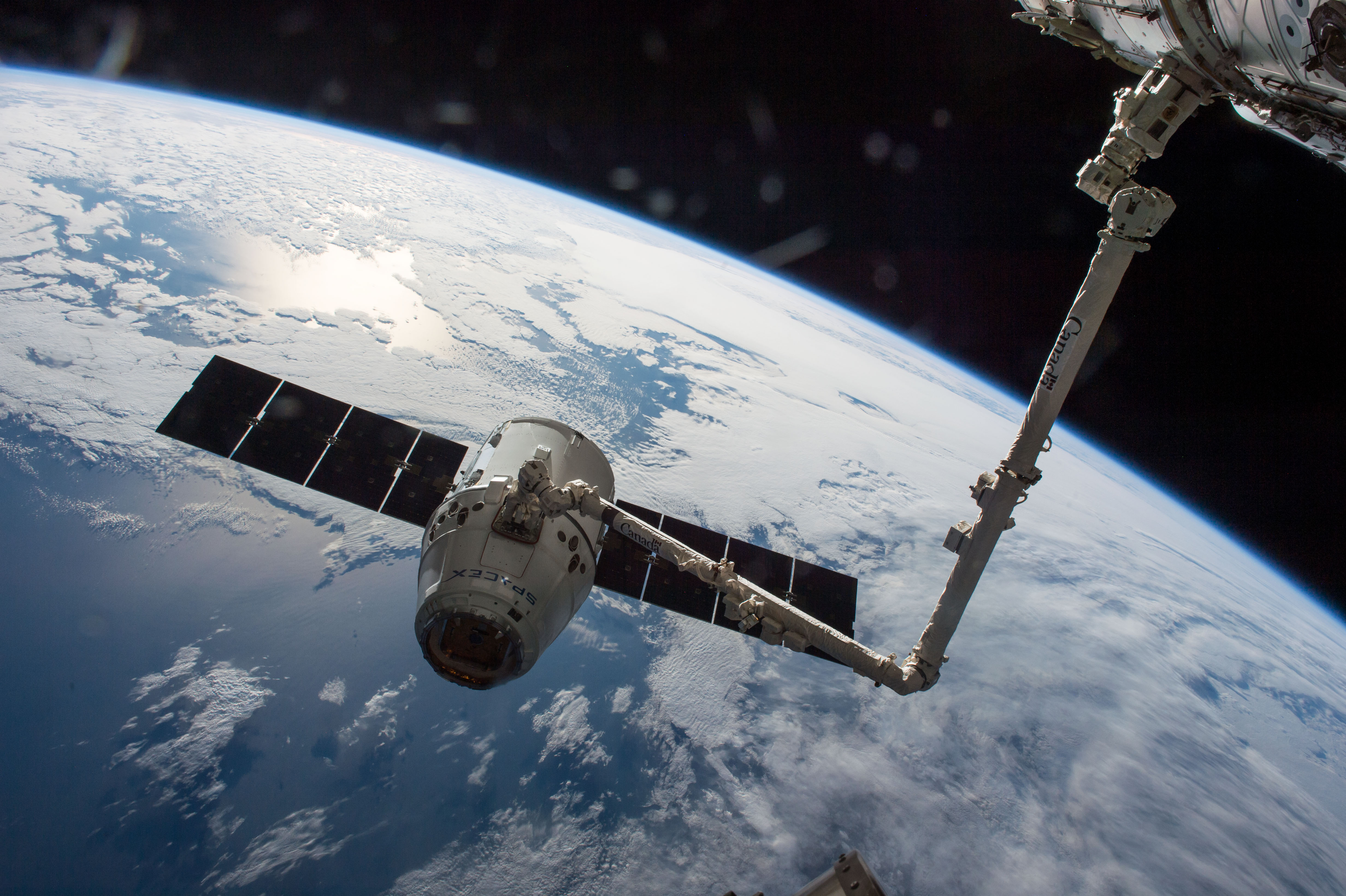
CRS-8 Dragon u ISS

SpaceX CRS-8 (alternativně SpX-8, nebo jednoduše CRS-8) byla osmou zásobovací misí kosmické lodi Dragon k Mezinárodní vesmírné stanici (ISS) podstoupenou v rámci kontraktu Commercial Resupply Services uzavřeného s NASA, a celkově jejím jubilejním desátým letem na oběžnou dráhu (pokud počítáme i demo lety C1 a C2+). Jednalo se o první let této kapsle k ISS od fatální anomálie na nosné raketě, která zapříčinila selhání letu CRS-7 v červnu 2015.
Během startu mise CRS-8 dne 8. dubna 2016 první stupeň nosné rakety Falcon 9 poprvé úspěšně přistál na autonomní přistávací plošině Of Course I Still Love You umístěné v Atlantském oceánu. Z důvodu snadnější znovupoužitelnosti Dragonu bylo při této misi poprvé použito vylepšení, které zajišťovalo větší odolnost vůči mořské vodě.
První stupeň rakety B1021 byl následně jako první úspěšně znovupoužit na misi SES-10 30. března 2017.

## Mise
Jednalo se o první misi vesmírné nákladní lodi Dragon letící na vylepšené verzi rakety Falcon 9 zvané Falcon 9 FT.
Po oddělení druhého stupně s Dragonem první stupeň této rakety provedl vertikální přistání na autonomní oceánské přistávací plošině Of Course I Still Love You, umístěné asi 300 kilometrů od pobřeží Floridy.
Mezitím se Dragon odpojil od druhého stupně téže rakety a započal svou téměř dvoudenní cestu k dohnání ISS. To se mu podařilo 10. dubna, kdy byl po opatrném přiblížení přibližně v 11:23 GMT zachycen robotickým manipulátorem Canadarm2, ovládaným z modulu Cupola britským astronautem Timothym Peakem, členem dlouhodobé Expedice 47.

## Start
Mise CRS-8 započala 8. dubna 2016, 20:43 GMT v instantním startovacím okně pro raketu Falcon 9. Start proběhl ze společností dlouhodobě pronajaté rampy Space Launch Complex 40 (také SLC-40, nebo CC40) na letecké základně Cape Canaveral Air Force Station.

### Časový harmonogram startu
| Čas              | Akce |
| ---------------- | --- |
| T-38m            | Launch Conductor (LC) prochází předstartovní kontrolou připravenosti. |
| T-35m            | Zahájení procesu tankování kerosinu RP-1 a tekutého kyslíku. |
| T-10m            | Motory prvního stupně zahajují proces regenerativního chlazení (engine chill). Také nadchází část tzv. terminálního odpočtu - letový počítač Falconu 9 přebírá kontrolu nad vnitřními systémy rakety. |
| T-7m             | Vesmírná loď Dragon přechází na vnitřní zásoby elektrické energie. |
| T-2m             | Kontrolní důstojník rampy (USAF) potvrzuje připravenost vzletové rampy ke startu. |
| T-1m 30s         | Launch Director (LD) udílí potvrzení ke startu. |
| T-1m             | Letový počítač provádí poslední předstartovní kontroly. Zároveň dochází k tlakování nádrží s palivem.                                                                                                 |
| T-3s             | Kontrolor pohonu udílí pokyn k zahájení zážehové sekvence. |
| Vzlet Falconu 9. | |
| T+1m11s          | Falcon 9 prochází bodem maximálního aerodynamického tlaku - tzv. Max Q. |
| T+2m30s          | Dohoření motorů prvního stupně (Main Engine Cutoff; MECO). |
| T+2m34s          | Oddělení prvního a druhého stupně. |
| T+2m41s          | Zážeh motoru druhého stupně (Second Engine Startup-1; SES-1). |
| T+4m             | První stupeň zahajuje svůj boostback zážeh (boostback burn). |
| T+7m             | První stupeň zahajuje svůj vstupní zážeh (entry burn). |
| T+8m             | První stupeň zahajuje svůj přistávací zážeh (landing burn). |
| T+10m            | Dohoření motoru druhého stupně (Second Engine Cutoff; SECO). |
| T+10m30s         | Vesmírná loď Dragon se odděluje od druhého stupně. |
| T+12m            | Dragon rozvinuje své solární panely. |

## Náklad
Dragon doručil na ISS téměř 3 200 kilogramů vědeckých přístrojů a zásob pro posádku, které podpořily desítky z celkového počtu dvou set padesáti experimentů plánovaných pro Expedice 47 a 48, včetně experimentálního nafukovacího modulu BEAM, vyneseného v nehermetizovaném nákladním prostoru kapsle. Mezi nejdůležitější vědecké experimenty na palubě lodi se řadily zejména:
- Rodent Research-3-Eli Lilly: experiment sledující důsledky svalové atrofie a celkového oslabení organismu u myší během dlouhodobého pobytu ve vesmíru.[2]
- Microchannel Diffusion: instrument studující chování částic na atomární úrovni v beztížném prostředí.[3]
- CASIS Protein Crystal Growth 4: experiment zaměřený studium proteinových krystalů, vypěstovaných v mikrogravitaci (krystalizace bílkovin je v takovém prostředí značně jednodušší - např. nedochází k sedimentaci) k použití v moderních léčivech.[4]

Celkový přehled vzletového nákladu lodě lze nalézt níže.
| Celkový náklad                     | 3136 kg |
| ---------------------------------- | ------- |
| Celkový hermetizovaný náklad       | 1723 kg |
| Vědecké experimenty                | 640 kg  |
| Zásoby pro posádku                 | 547 kg  |
| Hardware pro stanici               | 306 kg  |
| Počítačové vybavení                | 108 kg  |
| Ruský náklad                       | 33 kg   |
| Vybavení pro EVA                   | 12 kg   |
| Celkový nehermetizovaný náklad     | 1413 kg |
| Bigelow Expandable Activity Module | 1413 kg |

## Návrat
11. května 2016 se Dragon odpojil od ISS a ten samý den přistál do oceánu blízko pobřeží u Baja California. Zpátky na Zemi vezl přibližně tunu a půl nákladu, který sestával z výsledků experimentů, zbytečného staničního hardwaru a odpadu.